# Nghĩa trang Highgate
Nghĩa trang Highgate (tiếng Anh: Highgate Cemetery) là một nghĩa trang nằm ở Highgate thuộc thành phố Luân Đôn, Anh. Được thành lập năm 1839 nhằm đáp ứng nhu cầu chôn cất tăng nhanh của người dân Luân Đôn, nghĩa trang Highgate đã trở thành nơi an nghỉ của nhiều nhân vật nổi tiếng.

## Lịch sử
Nghĩa trang Highgate được thành lập năm 1839 trong dự án xây dựng 7 nghĩa trang mới (Magnificent Seven) ở vùng ngoại ô của thành phố Luân Đôn nhằm giải quyết sự quá tải của các nghĩa trang nằm bên trong thành phố. Người chịu trách nhiệm thiết kế dự án là kiến trúc sư Stephen Geary.

## Những người nổi tiếng được chôn cất

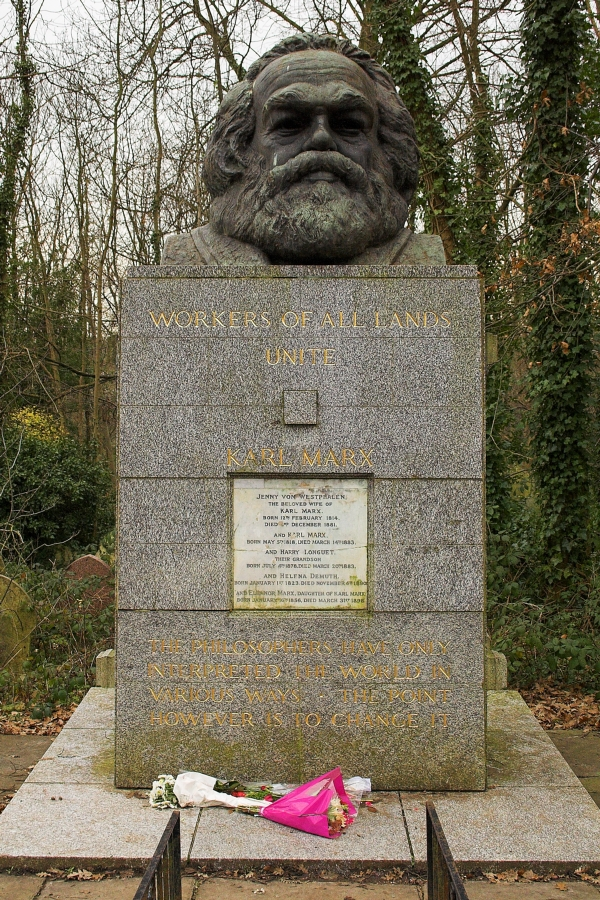
Mộ của Karl Marx.

- Douglas Adams, nhà văn, tác giả của The Hitchhiker's Guide to the Galaxy
- Edward Hodges Baily, nhà điêu khắc
- Jacob Bronowski, nhà khoa học
- Robert William Buss, nghệ sĩ
- Patrick Caulfield, họa sĩ
- Robert Caesar Childers, học giả
- William Kingdon Clifford, nhà khoa học, cùng vợ Lucy Clifford, nhà báo
- John Dickens và Elizabeth Dickens, bố mẹ của nhà văn Charles Dickens
- George Eliot, nhà văn
- Michael Faraday, nhà khoa học
- Stella Gibbons, nhà văn
- Sheila Gish, diễn viên
- Radclyffe Hall, nhà văn, tác giả của The Well of Loneliness
- Mansoor Hekmat, lãnh tụ Cộng sản
- Anna Mahler, nhà điêu khắc
- Karl Marx, triết gia, cha đẻ của chủ nghĩa Marx
- Jenny von Westphalen, người bạn đời và thư ký của Karl Marx, đã giúp đỡ ông rất nhiều trong sự nghiệp.
- Carl Mayer, nhà biên kịch người Đức
- Henry Moore, họa sĩ
- Dachine Rainer, nhà thơ
- Ralph Richardson, diễn viên
- Christina Rossetti, nhà thơ
- Herbert Spencer, học giả
- Leslie Stephen, nhà phê bình, cha của Virginia Woolf và Vanessa Bell
- Feliks Topolski, họa sĩ
- George Michael, ca sĩ